# МЦ-121
МЦ-121 — малокалиберная произвольная винтовка разработки тульского предприятия ЦКИБ СОО. Создана на основе произвольной винтовки МЦ-112-1 для спортивной стрельбы по неподвижным мишеням на дистанции 50 м в условиях спортивных тиров. 

## Конструкция
Отличается высокой степенью унификации с произвольной винтовкой МЦ-112. Общая компоновка оружия в основном традиционна. Основной особенностью является наличие электроспуска в виде электромагнита с подпружиненным якорем и ударником. Безопасность оружия при этом обеспечивается во-первых - общим переключателем (предохранитель сенсорного типа) срабатывающим только при одновременном обхвате пистолетной рукоятки и контакте стрелка с опорой щеки, во-вторых - предохранителем от неполного закрывания канала ствола затвором.